# Йоббік

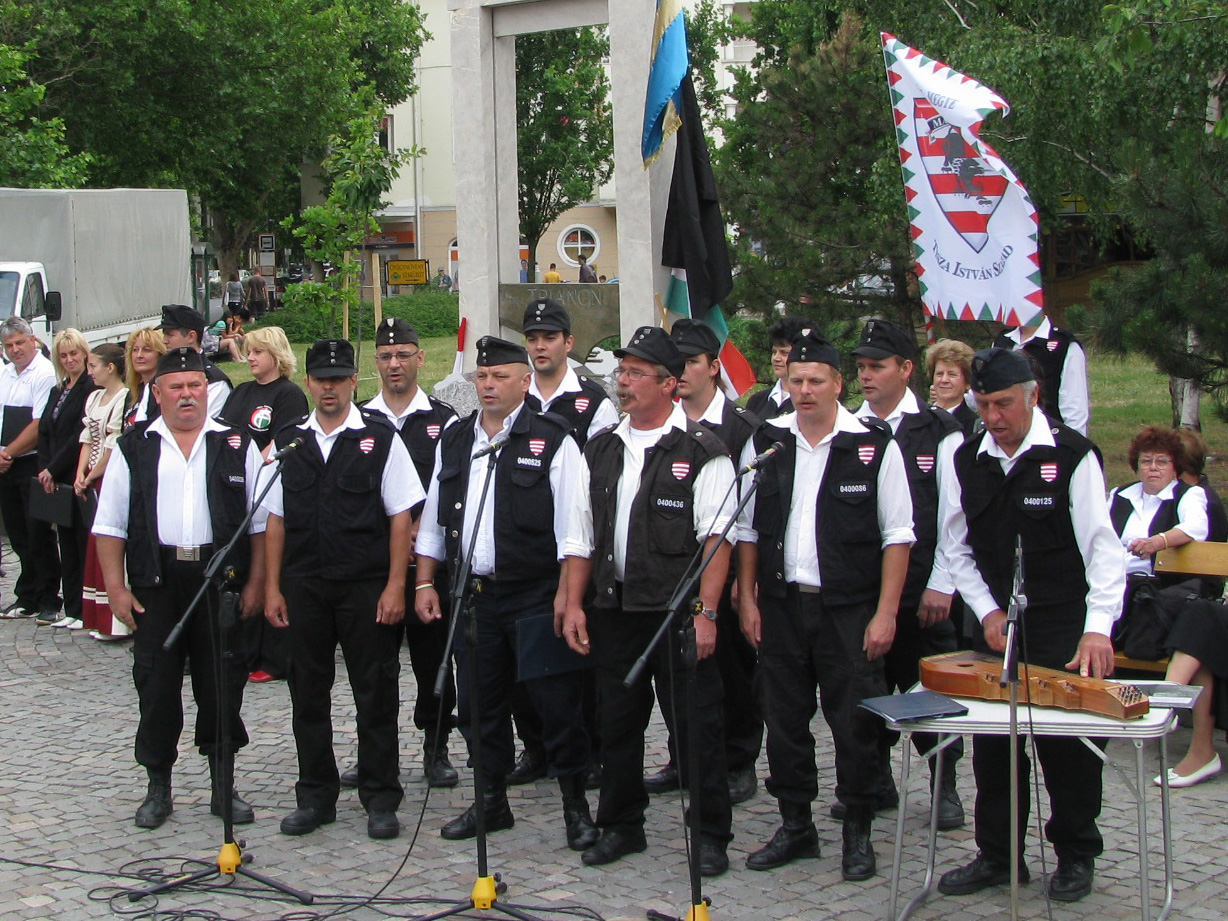
«Угорська гвардія» (2009)

«Йоббік» (повна назва: «Рух за кращу Угорщину»; угор. Jobbik Magyarországért Mozgalom) — угорська націоналістична праворадикальна партія. Офіційно стоїть на позиціях консерватизму, патріотизму та християнських цінностей. Критики та оглядачі оцінюють політичну силу, як ксенофобську, антисемітську та гомофобську. Заснована 2003 року. Голова партії — Петер Якаб.
2007 року керівник «Йоббіка» Ґабор Вона створив «Угорську гвардію» — організацію, яка мала боротися за захист угорських національних цінностей. У 2008—2009 роках, після звинувачень членів «Угорської гвардії» в побиттях і злочинах проти циганського населення, судові органи Будапешта заборонили діяльність організації.
На виборах до Європейського парламенту 2009 року партія здобула 15 % голосів і 3 місця в Європарламенті.
За підсумками парламентських виборів 2010 року «Йоббік» набрав 16,67 % голосів і став третьою найбільшою фракцією в парламенті Угорщини (47 депутатів).
На парламентських виборах 2014 націоналісти отримали ще вищий результат — 20,54 %, залишившись третьою найбільшою політичною силою країни.
Входила до Альянсу європейських національних рухів, що об'єднує патріотичні та націоналістичні партії Європи.
Партія визначає себе, як сучасну партію народних консерваторів. Лютневе опитування 2020 року думки IDEA для Euronews проаналізувало провідний політолог Балаш Боцкей, і він інтерпретував, що колишня націоналістична партія Йобік завершила трансформацію в центристську народну партію, і її база для голосування була змінена, і зараз це переважно помірний виборчий округ про ЄС.

## Протизаконна діяльність
Сепаратистська мета «Йоббіка» є створення угорської автономії на території українського Закарпаття. Представники цієї партії були присутніми як «офіційні спостерігачі» російських сепаратистів на псевдореферендумі в українському Криму та на незаконних виборах проросійських терористичних організацій «ЛНР» та «ДНР» на теренах держави України. Вслід за «Йоббіком» угорський уряд у травні 2014 року втручаючись у суверенне життя української держави заявив, що Україна повинна забезпечити національну автономію угорцям Закарпаття на українській території. Активісту угорської партії «Йоббік» Іштвану Саваі на 5 років заборонено в'їзд до України.
14 жовтня 2015 Європарламент позбавив недоторканності депутата від Угорщини та представника Йоббік'а Белу Ковача, якого звинуватили в шпигунстві проти інститутів ЄС на користь Росії. Свого часу Бейла Ковач мав депутатську приймальню у місті Берегові.

## Галерея

Партія використовує символіку з біло-червоними смугами (кольори династії Арпадів)